# Новые Мындрешты
Новые Мындрешты (рум. Mîndreştii Noi, Мындрештий-Ной) — село в Сынжерейском районе Молдавии. Наряду с сёлами Новые Биличены и Липованка входит в состав коммуны Новые Биличены.

## География
Село расположено на высоте 196 метров над уровнем моря.

## Население
По данным переписи населения 2004 года, в селе Мындрештий-Ной проживает 1119 человек (552 мужчины, 567 женщин).
Этнический состав села:
| Национальность | Число жителей | Процентный состав |
| -------------- | ------------- | ----------------- |
| молдаване      | 1027          | 91.78             |
| украинцы       | 57            | 5.09              |
| румыны         | 16            | 1.43              |
| русские        | 14            | 1.25              |
| прочие         | 5             | 0.45              |
| Всего          | 1119          | 100%              |